# Pablo Bezombe
Pablo Marcelo Bezombe Boaglio (Santa Fe, Argentina; 4 de junio de 1971) es un exfutbolista argentino. Jugaba como mediocampista ofensivo o enganche y su primer equipo fue Newell's Old Boys. Su último club antes de retirarse fue Central Córdoba de Rosario.

## Clubes
| Club                       | País      | Año       |
| -------------------------- | --------- | --------- |
| Newell's Old Boys          | Argentina | 1992-1993 |
| Santiago Wanderers         | Chile     | 1994      |
| Arroyo Seco AC             | Argentina | 1995      |
| Unión de Santa Fe          | Argentina | 1995-1997 |
| Racing Club                | Argentina | 1998-1999 |
| Monarcas Morelia           | México    | 2000      |
| Estudiantes de La Plata    | Argentina | 2000-2001 |
| Deportivo Italchacao       | Venezuela | 2002      |
| Itala San Marco            | Italia    | 2003      |
| Belgrano de Córdoba        | Argentina | 2003-2004 |
| Tiro Federal de Rosario    | Argentina | 2004-2005 |
| Oggiono Calcio             | Italia    | 2005-2006 |
| Central Córdoba de Rosario | Argentina | 2006-2008 |
| Tiro Federal de Rosario    | Argentina | 2008-2009 |
| Central Córdoba de Rosario | Argentina | 2009-2010 |

## Palmarés

### Campeonatos nacionales
| Título             | Club                    | País      | Año  |
| ------------------ | ----------------------- | --------- | ---- |
| Primera B Nacional | Tiro Federal de Rosario | Argentina | 2005 |